# Linia kolejowa Finsterwalde – Luckau
Linia kolejowa Finsterwalde – Luckau – lokalna, niezelektryfikowana linia kolejowa biegnąca przez teren kraju związkowego Brandenburgia, w Niemczech. Łączy ona stację Finsterwalde na linii Halle – Cottbus z Luckau.